# Alexandra Alexandrowna Ljutowa
Alexandra Alexandrowna Ljutowa (russisch Александра Александровна Лютова, bzw. Alexandra Alexandrowna Matscheret russisch Александра Александровна Мачерет; * 1. April 1919; † 2. September 2012) war eine sowjetische Theater- und Film-Schauspielerin, Regieassistentin sowie Regisseurin des Zweiten Stabes.

## Leben und Leistungen
Ljutowa besuchte bis 1939 die Staatliche Theaterschule in Leningrad und trat danach zwei Jahre in Balachna beim Theater des Oblast Gorki auf. Ihr Filmdebüt gab sie 1942 in dem biografischen Kriegsdrama Александр Пархоменко (Aleksandr Parchomenko), das aufgrund der Evakuierungen infolge des Deutsch-Sowjetischen Krieges vom Kiewer Filmstudio in Kooperation mit dem Studio in Taschkent produziert wurde. Auch ihre nächsten beiden Auftritte vor der Kamera fanden in den zentralasiatischen Unionsrepubliken statt. Danach war Ljutowa für das Kinostudio von Swerdlowsk und anschließend für Mosfilm tätig, ihren letzten Filmauftritt hatte sie 1960 in Jewgeni Jefimowitsch Karelows Яша Топорков (Jascha Toporkow, 1960). Die blonde Darstellerin gab ausschließlich kleine Nebenrollen.
Von 1962 bis 1977 stand sie als Regieassistentin und Regisseurin des Zweiten Stabes für das Mosfilmstudio unter Vertrag und arbeitete in diesen Positionen mit bekannten Regisseuren wie Andrei Michalkow-Kontschalowski (Asjas Glück, 1966), Andrei Tarkowski (Andrej Rubljow, 1966) und Juri Stepanowitsch Tschuljukin (Auf Zirkusbären schießt man nicht, 1970) zusammen. Unter der Regie von Letzterem hatte sie bereits zuvor in Versuch’s mit der Liebe (1959) gespielt.
Sie war mit dem Regisseur Alexander Weniaminowitsch Matscheret (1896–1979) verheiratet. Ihr Grab befindet sich auf dem Kunzewoer Friedhof.

## Filmografie (Auswahl)

### Darstellerin
- 1942: Александр Пархоменко (Aleksandr Parchomenko)
- 1942: Боевой киносборник №9 – Синие скалы (Bojewoi kinosbornik  №9 – Sinije skaly)
- 1958: Poem vom Meer (Poema o more)
- 1959: Das gestohlene Glück (Sampo)
- 1959: Versuch’s mit der Liebe (Nepoddajuschtschijesja)

### Regie
- 1966: Asjas Glück (Istorija Asi Kljatschinoi, kotoraja ljubila, da ne wyschla samuch)
- 1966: Andrej Rubljow
- 1967: Der Beginn eines unbekannten Jahrhunderts (Natschalo newedomogo weka)
- 1970: Auf Zirkusbären schießt man nicht (Korol manescha)
- 1971: Belorussischer Bahnhof (Belorusski woksal)
- 1973: Der schwarze Prinz (Tschjorny prinz)